# Staffordshire East (circonscription du Parlement européen)
Avant l’adoption uniforme de la représentation proportionnelle en 1999, le Royaume-Uni utilisait le système uninominal à un tour pour les élections européennes en Angleterre, en Écosse et au pays de Galles. Les conscriptions du Parlement européen utilisées dans ce système étaient plus petites que les circonscriptions régionales les plus récentes et ne comptaient chacune qu'un seul membre au Parlement européen.
La circonscription de Staffordshire East était l'une d'entre elles.
Lorsqu'il a été créé en Angleterre en 1979, il se composait des  circonscriptions du Parlement de Westminster de Burton, Cannock, Leek, Lichfield and Tamworth, Stoke-on-Trent Central, Stoke-on-Trent North, Stoke-on-Trent South.